# The Economic Consequences of the Peace

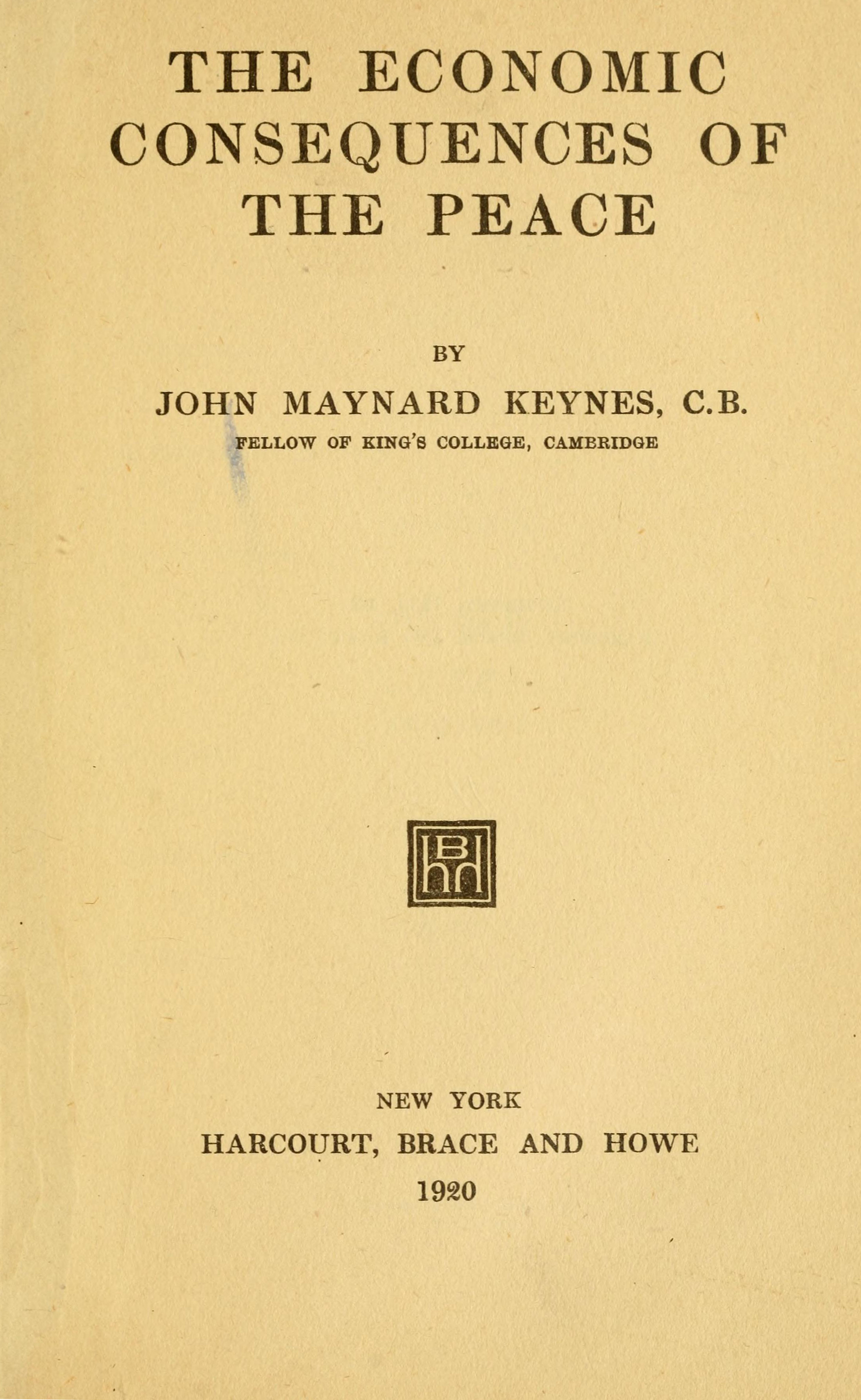
Omslag

The Economic Consequences of the Peace är en bok som publicerades av John Maynard Keynes 1919. Det är en kritik av Versaillesfreden, som innebar att första världskrigets segrarmakter tvingade Tyskland att erkänna all skuld till kriget samt acceptera ett enormt skadestånd. Boken var den som främst öppnade upp den allmänna synen om att fredsavtalet var orättvist. Keynes avgick från sin post i fredsavtalsförhandlingarna i protest mot avtalet.
Då Keynes 1944 bidrog till att etablera Bretton Woodssystemet mindes han både Verseillesfreden och den stora depressionen. Marshallplanen, som skapades efter andra världskriget, påminner om den plan Keynes föreslog i boken.